# Pablo Marchetti
Pablo Marchetti, (Valentín Alsina, 1967, provincia de Buenos Aires) es un artista, periodista, escritor, músico y poeta argentino. Fundó y dirigió la revista satírica Barcelona y trabaja en radio y en televisión.  

## Biografía
Pablo Marchetti se graduó en la escuela Taller Escuela Agencia (TEA). A lo largo de su carrera escribió en los diarios Perfil y Página 12 y en las revistas Playboy, Rolling Stone, La Vanguardia, Mu y THC, entre otras.  

### Vida privada
Tiene dos hijas y un hijo: Lina Marchetti Pellegrini (2001) y Fermín Marchetti Pellegrini (2007), de su matrimonio con la dibujante y cofundadora de la revista Barcelona, Mariana Pellegrini, de quien se separó en 2010. Y Trilce Marchetti Donda (2014), de su matrimonio con la exdiputada nacional Victoria Donda Pérez, de quien se separó en 2019. 
Es hincha de San Lorenzo de Almagro. 

## Trayectoria profesional

### Periodismo y literatura
Como periodista fundó y dirigió la revista satírica Barcelona, y las revistas de rock La García y Soy Rock. También fue jefe de redacción de las revistas La Maga y Humor.  
En radio participó, junto a Marcelo Zlotogwiazda en FM Rock & Pop; y en TV junto a Daniel Tognetti en Duro de Domar, junto a Daniel Tognetti, en Canal 9. Condujo el noticiero de Crónica TV
Como escritor editó varios libros como Pensamientos Incómodos (Emecé, 2016) y Puto el que lee. Diccionario argentino de insultos, injurias e improperios (Planeta, 2017)
También editó los libros de poemas, Bueno, Zaire (2005), Dialecto pequeño burgués (2009), Cuatro cuartetazos (2010), y El amor (2012).
Participó como coescritor en  el guion de la película Campaña antiargentina (2016), dirigida por Alejandro Parysow y protagonizada por Juan Gil Navarro.
Actualmente conduce los programas Aunque es de noche AM 750 y Hoy lloré canción AM 1110 Radio Ciudad.

### Música
Desarrolló su carrera como  cantante, letrista y compositor de un dúo con el guitarrista Rafael Varela, con quien editó el disco Tangócratas
También es fundador del Conjunto Falopa y la banda de rock Sometidos por Morgan (1994-2001).
Escribió junto a Marcelo Mercadante canciones que  fueron grabadas por músicos como Miguel Poveda, Martirio, Lidia Borda, Omar Mollo, Leopoldo Federico, Hugo Fatturuso, Elba Picó y Alejandro del Prado.
Ha colaborado con el pianista y compositor argentino Juan "Pollo" Raffo, y con el grupo de tango contemporáneo La Chicana, entre otros.
Su labor como letrista de tango ha sido reconocida principalmente en España, por su colaboración con Marcelo Mercadente, bandoneonista y compositor argentino residente en Barcelona.

## Controversias
A fines de 2018, Pablo Marchetti sufrió un ataque masivo en redes sociales por su texto, “Incesto sentido”, publicado en el libro “Pensamientos incómodos”. El ataque tuvo la forma de lo que se llama actualmente como  “escrache”, con el objetivo de demostrar la clase de pensamientos que tiene esta persona más allá de si lo que escribe es ficción o realidad. Ya que si está nombrando a su hija en tal contexto, se ha imaginado ese escenario de no haber pasado. 
El texto fue un ejercicio literario sobre la incomodidad. En 2011, a Marchetti le encargaron un relato para una revista literaria, bajo el lema: Pensamientos incómodos. Y el autor, tal como planteó en 2016 en el prólogo de su libro, se preguntó: “¿Es un texto aún capaz de incomodar?” 
“Pensamientos incómodos” fue presentado en 2016 en la Feria del Libro de Buenos Aires por la artista Susy Shock, y el periodista y escritor Franco Torchia. Un año después fue presentado en Santa Fe por la entonces Ministra de Innovación y Cultura de la provincia, María de los Ángeles “Chiqui” González.